# 김홍규 (양궁 선수)
김홍규(1967년 9월 5일~)는 대한민국의 양궁 선수이다. 2007년 제6회 세계장애인양궁선수권대회 단체전 금메달 및 2004년 제3회 아시아&사우스 퍼시픽 양궁 챔피언십 단체전 동메달을 획득했다.